# 称杆乡
称杆乡，是中华人民共和国云南省怒江傈僳族自治州泸水市下辖的一个乡镇级行政单位。

## 行政区划
称杆乡下辖以下地区：
恩感思落社区、双奎地村、称杆村、排把村、赤耐乃村、自把村、堵堵洛村、玛普拉地村、勒墨村、前进村、王玛基村、阿赤依堵村。